# 1935 en journalisme
Cet article présente les faits marquants de l’année 1935 en journalisme.

## Évènements
- France : Mise en place de la carte de presse.